# Saddlehorn Comfort Station
La Saddlehorn Comfort Station est un bâtiment ayant abrité des toilettes publiques dans le comté de Mesa, dans le Colorado, aux États-Unis. Situé au sein du Colorado National Monument, il est lui-même inscrit au Registre national des lieux historiques depuis le 21 avril 1994.